# Công xa
Công xa (giản thể: 公车; phồn thể: 公車; Xe công) là một cơ quan nhà nước trong lịch sử phương Đông thời cổ đại.

## Lịch sử
Tên gọi "công xa" xuất hiện từ thời nhà Chu, vừa chỉ xe của Thiên tử, vừa chỉ xe của quan viên.
Đến thời nhà Hán, nhà nước dùng xe ngựa để tiếp nhận ý kiến của sĩ dân gửi cho Hoàng đế. Hoàng đế và Tam công muốn mộ binh, phong quan cho thường dân (người không có quan chức) cũng sẽ cho xe ngựa đến cửa nhà để mời. Từ đó hình thành lên một cơ quan chuyên trách gọi là Công xa.
Người đứng đầu Công xa là Công xa Tư mã (公車司馬), có thời điểm là Công xa lệnh (公車令), Công xa Tư mã lệnh (公車司馬令), trật 600 thạch, trực thuộc Vệ úy. Trụ sở của Công xa lệnh đặt ở cửa Tư Mã ở vòng thành ngoài, thuộc quan có 1 Thừa, 1 Úy.

## Bên lề
Sau thời Hán, chức Công xa Tư mã lệnh tiếp tục được duy trì đến thời Tây Tấn. Từ thời Đông Tấn, gọi thẳng là Công xa lệnh. Đến thời Đường thì Công xa không còn tồn tại như một cơ quan nhà nước, không đặt chức quan riêng.
Từ sau thời Đường, các triều đại có khoa cử như nhà Thanh có quy định dùng xe công của quan phủ để chờ các cử nhân đi thi. Từ đó công xa trở thành từ phiếm chỉ cử nhân hoặc khoa cử.